# Бродович, Алексей Вячеславович
Алексе́й Вячесла́вович Бродо́вич (англ. Alexey Brodovitch; 1 мая 1898, Оголичи, Минская губерния, Российская империя — 15 апреля 1971, Ле-Тор, Франция) — русский и американский дизайнер, фотограф, художник, преподаватель белорусского происхождения. Один из ранних мастеров графического дизайна, создатель прообраза современного глянцевого журнала о моде, инициатор некоторых направлений и школ в модной фотографии и рекламной графике. Создатель сети обучающих дизайнерских лабораторий «Design Laboratories».

## Биография
Родился 1 мая 1898 года в белорусской деревне Оголичи Минской губернии Мозырского уезда Российской империи.
Отец, Чеслав Бродович — врач-психиатр; мать (урождённая Соловьёва, дочь хозяина ресторана «Палкин») была художником-любителем; брат — Николай. Во время русско-японской войны семья переехала в Москву.
В 1914—1915 годах учился в Тенишевском училище в Санкт-Петербурге, откуда дважды сбегал на фронт и дважды был пойман и возвращён в училище. В 1917 году окончил Пажеский корпус в Санкт-Петербурге и был направлен в действующую армию, в Ахтырский 12-й гусарский полк генерала Дениса Давыдова. Получив звание капитана, вступил в Добровольческую армию. Затем был тяжело ранен в Одессе в боях против большевиков и госпитализирован в больницу Кисловодска, где встретил свою будущую жену Нину.
В 1918 году Кисловодск был окружён большевиками, и Алексей Бродович вместе с женой отправился в Новороссийск, а затем в Константинополь.
В 1920 году Бродович с семьёй эмигрировал во Францию. Они поселились в Париже, в районе Монпарнас.

## Работа в области дизайна
Свой творческий путь Алексей Бродович начал декоратором в антрепризе Сергея Дягилева в Париже, участвовал в создании афиш и декораций для «Русского балета Дягилева», фотографировал артистов балета за кулисами во время репетиций и примерок.
Первый успех в области дизайна молодому художнику из России Алексею Бродовичу принёс конкурс плакатов для благотворительного бала: он стал победителем, оттеснив на второе место Пабло Пикассо.
В 1925 году Бродовичу снова сопутствовал успех: на парижской Международной выставке декоративного искусства и художественной промышленности он получил сразу пять медалей.
В 1926—1927 годах художник работает в дизайн-студии известного теоретика типографики Вокса, где разрабатывает в стиле Эль Лисицкого рекламу вермута «Мартини». Бродовича привлекают возможности фотографии и монтажа, он чутко воспринимает современные веяния в искусстве, свободно пользуется художественными методами нового искусства. Несмотря на свои монархические взгляды, он использует приемы советского конструктивизма. Вскоре он получает место арт-директора в студии «Athélia» («Ателиа»), подразделении дизайнеров одного из старейших парижских универмагов — «Aux Trois Quartiers», и на этой должности занимается визуальной поддержкой бренда бутиков мужской одежды «Madelios».
По своему обыкновению, Бродович совмещает постоянную работу со сторонними заказами, пока не создаёт собственное агентство — «L’Atelier A. B.». Тогда же проявляется интерес Бродовича к книжной графике. Художник экспериментирует в разных техниках гравюры и в 1928 году проводит совместно с А. Алексеевым выставку гравюр в парижской галерее Я. Поволоцкого. Для издательского дома Ж. Шифрина «Плеяда» Бродович иллюстрирует «Повести» («Nouvelles») А. С. Пушкина (1928), «Фантастические истории» («Contes fantastiques») Ф. М. Достоевского (1929) и «Месье Бугрело» («Monsieur de Bougrelon») Ж. Лоррена (1928). Кроме того, для лондонского издательства «Blackmore Press» он оформляет «Краткую историю Московии» («A Brief History of Moscovia and of other Less-known Countries Lying Eastward of Russia as far as Cathay») Дж. Мильтона (1929). Все иллюстрации выполнены в технике ксилографии, которой художник был в то время увлечён.

## Америка
В начале 1930-х годов Бродович с семьёй переезжает в Филадельфию (США), где возглавляет отдел рекламы в Филадельфийском художественном колледже. Здесь же он начинает преподавать дизайн и фотографию.
С 1934 по 1958 годы работал в Нью-Йорке арт-директором модного журнала «Harper’s Bazaar». В начале 1930-х годов художник реформировал принципы печатной графики, адаптировав радикальные формы Новой типографики Яна Чихольда для коммерческого дизайна. В своих графических макетах он совместил на журнальной полосе изображение и текст. По его приглашению с журналом сотрудничали его друзья: Сальвадор Дали, Марк Шагал, Рауль Дюфи, Хоан Миро, Жан Кокто, мастер плаката и дизайнер шрифтов Адольф Кассандр, фотограф Ман Рэй.
Алексей Бродович — один из создателей современного графического дизайна. Фактически, он создал модель современного глянцевого журнала о моде. Его считают инициатором некоторых направлений и школ в модной фотографии и рекламной графике. Он был учителем таких известных фотографов, как Ирвин Пенн и Ричард Аведон.
Бродович создал сеть дизайнерских лабораторий «Design Laboratories» — настоящую школу, через которую прошли многие американские дизайнеры и фотографы.
В 1966 году Бродович упал и сломал бедро. До конца не вылечившись, в 1967 году вернулся во Францию вместе сыном Никитой, поближе к родственникам. Два года спустя переехал в городок Ле-Тор во французском департаменте Воклюз, где и скончался 15 апреля 1971 года в возрасте семидесяти трёх лет.

## Книги, оформленные Алексеем Бродовичем во Франции
- Toussaint, F. La sultane de l’amour. Illustrations de A. Brodovitch. – Paris: André Delpeuch, 1927.
- Toussaint, F. Le Râmâyana / traduit du sanscrit. Ornementation de A. Brodovitch. – Paris: G. Briff aut, 1927.
- Pouchkine, A. S. Nouvelles. Le Coup de pistolet, le Maître de poste, le Chasse-neige, la Dame de pique. Traduction de André Gide et J. Schiff rin, ornements de Alexey Brodovitch. – Paris: Éditions de la Pléiade, J. Schiff rin, 1928.
- Le Marois, J.L. Ode aux voiles du Nord: Lettre de Pierre Drieu La Rochelle / traduction de Stephen Vincent Benèt; dessin gravé par Brodovitch. – Paris: Henri Jonquières, 1928.
- Dostoïevsky, F. Contes fantastiques / traduction de B. de Schloezer et J. Schiff rin; ornements de A. Brodovitch. – Paris: Éditions de la Pléiade, J. Schiff rin, 1929.
- Duval, P.-A.-M. Monsieur de Bougrelon / par Jean Lorrain; dessins gravés par A. Brodovitch. – Paris: Henri Jonquières, 1928.